# Truxaloides constrictus
Truxaloides constrictus is een rechtvleugelig insect uit de familie veldsprinkhanen (Acrididae). De wetenschappelijke naam van deze soort is voor het eerst geldig gepubliceerd in 1853 door Schaum.